# Patrick Cowley
Patrick Joseph Cowley (Buffalo, 19 de outubro de 1950 - São Francisco, 12 de novembro de 1982) foi um compositor e multi-instrumentista norte-americano de disco e Hi-NRG. Ao lado de Giorgio Moroder, é considerado como um dos pioneiros da música eletrônica.

## Biografia
Patrick Cowley nasceu em Buffalo, estado de Nova Iorque, filho de Ellen e Kenneth Cowley. Durante sua adolescência, Cowley foi baterista em bandas amadoras locais antes de estudar na Universidade de Niágara. Mais tarde cursou inglês na Universidade de Buffalo. Em 1971, aos 21, mudou-se para São Francisco para estudar música no City College de São Francisco, especificamente o uso de sintetizadores.
Cowley conheceu o cantor Sylvester no final da década 1970. Sylvester havia solicitado a Cowley que participasse de sua banda de estúdio após ouvir algumas gravações com sintetizadores. Cowley usou sintetizadores nas canções do álbum Step II, lançado por Sylvester em 1978. Destacam-se as faixas You Make Me Feel (Mighty Real) e "Disco Heat". O resultado foi o registro pioneiro da utilização de sintetizadores e instrumentação eletrônica na música disco, seguindo de perto I Feel Love de Donna Summer. Ambas produções causaram grande influência na dance music nos anos 80 e 90.
Escreveu as canções "Stars" e "I Need Somebody To Love Tonight" para o álbum de Sylvester lançado em 1979, Stars. Cowley se juntou banda de Sylvester em diversas turnês mundiais.
Teve sucessos próprios como "Menergy" (1981) e "Megatron Man" (1982) que atingiram as #1 e #2 posições, respectivamente, na tabela musical Billboard Hot Dance Music.
Durante uma turnê mundial com Sylvester no final de 1981, Cowley queixou-se de sentir-se muito doente. Ao retornar ao Estados Unidos, visitou um médico que o diagnosticou com intoxicação alimentar. Semanas mais tarde, com a saúde a piorar, os médicos continuaram a não identificar o que havia de errado em sua saúde. Na fase inicial do surto de AIDS, os diagnósticos errôneos foram muito comuns e assim Cowley, que era gay, recebeu alta do hospital (em 1982), após os médicos alegarem que não havia tratamento disponível para sua doença misteriosa. Após a alta, Cowley finalizou dois álbuns, dentre eles o álbum de Sylvester chamado "All I Need", que contem o hit "Do Ya Wanna Funk". Algumas faixas também foram concluídas para um álbum de Sarah Dash. Cowley faleceu em sua casa, em São Francisco, em 12 de novembro de 1982. Ele tinha 32 anos e foi uma da primeiras vítimas conhecidas da AIDS (que chegou a ser denomida GRID (Gay-related immune deficiency) - imunodeficiência associada a homossexualidade).
Cowley escreveu e atuou como produtor para vários músicos de São Francisco, incluindo amigos como Paul Parker e Frank Loverde. Cowley só lançou três álbuns solo, no entanto grupo como Pet Shop Boys e New Order o citam como grande influência.

## Discografia

### Álbuns
- Menergy (1981)
- Megatron Man (1981)
- Mind Warp (1982)
- Catholic (2009 - gravado entre 1976-1979)
- School Daze (2013 - gravado entre 1973-1981)
- Kickin' In (2015 - gravado entre 1975-1978)
- Muscle Up (2015 - gravado entre 1973-1981)

### Colaborações notáveis
- "Right On Target" por Paul Parker (1982)
- "Die Hard Lover" por Frank Loverde (1982)
- "Do You Wanna Funk" por Sylvester (1982)
- "Tech-no-logical world" por Paul Parker (1982)